# اس‌ام‌بی ادونچر
اس‌ام‌بی ادونچر (به انگلیسی: SMB Adventure) یک کشتی است که طول آن ۹٫۷ متر (۳۲ فوت) می‌باشد. این کشتی در سال ۱۹۹۸ ساخته شد.